# Braderie di Lilla

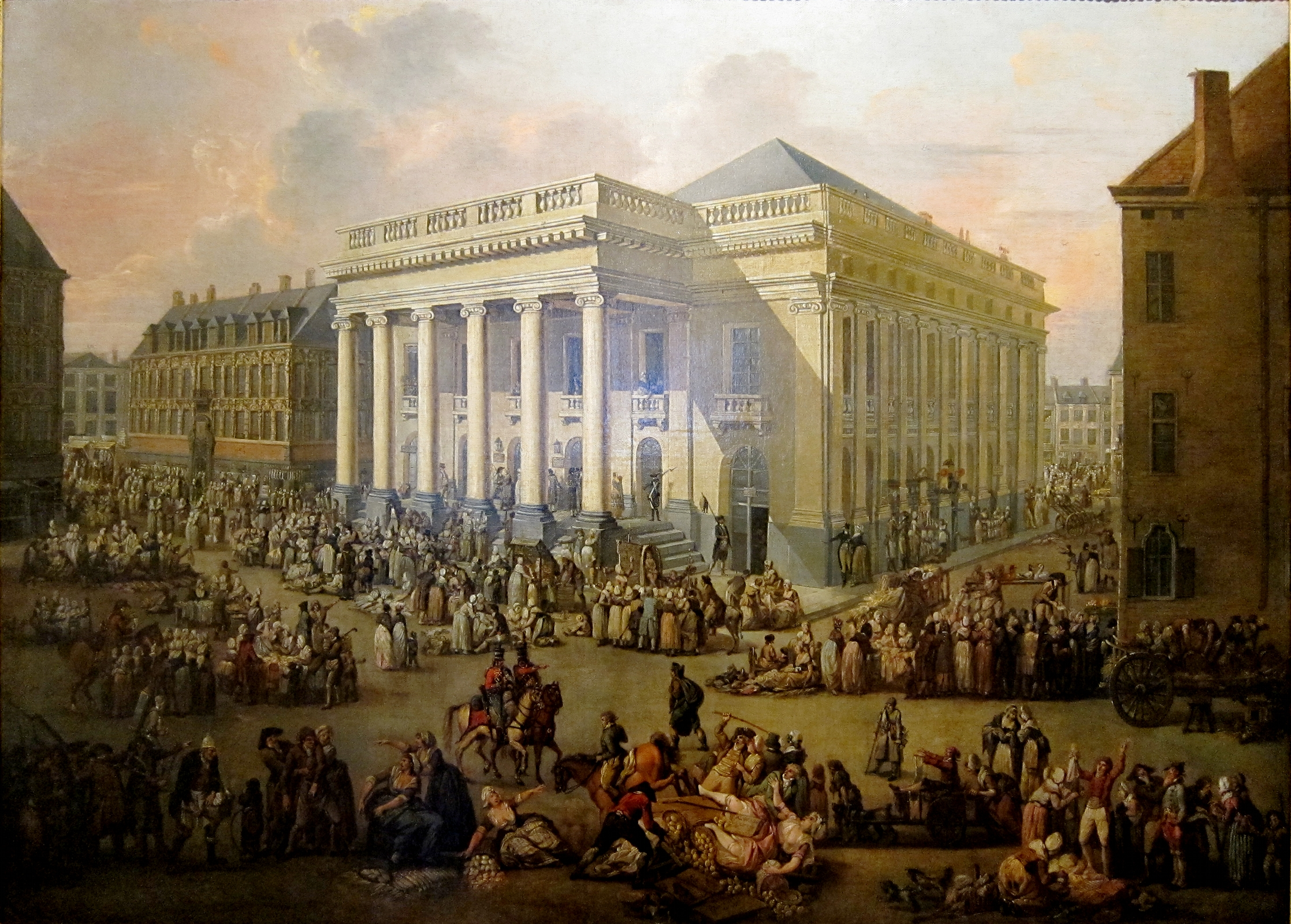
François Watteau, La Braderie, 1799-1800, Lilla, museo dell'Hospice Comtesse

La Braderie di Lilla è una manifestazione popolare che ha luogo ogni anno a Lilla durante il primo week end di settembre.
Si svolge dall'alba del primo sabato di settembre, fino al tramonto del giorno seguente, ed accoglie circa due milioni di visitatori ogni anno.
È uno dei più grandi eventi della Francia e il più grande mercato delle pulci di tutta Europa.
Nel periodo della manifestazione, per disincentivare l'uso dell'auto, la metropolitana di Lilla propone alcune tariffe vantaggiose, inoltre, la città viene interamente chiusa al traffico per lasciar spazio ai mercanti provenienti da tutta la Francia.
Esistono altre Braderie che si svolgono nel corso di tutto l'anno in tutta la regione del Nord-Passo di Calais, ma quella di Lilla è, per fama e quantità di visitatori, la più importante.
Le sue origini risalgono al dodicesimo secolo, ma la sua genesi precisa è incerta. Anticamente una semplice fiera, si è nel tempo trasformata in quella che i francesi chiamano vide-grenier (in italiano svuota solaio) quando i domestici ottennero il permesso di vendere gli oggetti usati dei loro datori di lavoro tra il tramonto e l'alba.
La braderie ha subito modifiche nel corso degli anni sia nella sua essenza (fiera, vendita di tessuti, vide grenier, ecc.), sia nella data di inizio, sia nella durata. Nel 1523, ad esempio, la data d'inizio venne fissata al 31 agosto (eccetto se il 30 fosse stata una domenica) e la durata a sette giorni lavorativi.